# 希波泰鄉
47°28′00″N 27°13′00″E / 47.4667°N 27.2167°E
希波泰鄉（羅馬尼亞語：Comuna Șipote, Iași），是羅馬尼亞的鄉份，位於該國東北部，由雅西縣負責管轄，面積90平方公里，海拔高度66米，2007年人口5,459，人口密度每平方公里61人。